# Rupert (Idaho)
Rupert és una població dels Estats Units a l'estat d'Idaho. Segons el cens del 2000 tenia 5.645 habitants.

## Demografia
Segons el cens del 2000, Rupert tenia 5.645 habitants, 2.024 habitatges, i 1.443 famílies. La densitat de població era de 1.073,7 habitants/km².
Dels 2.024 habitatges en un 38,3% hi vivien nens de menys de 18 anys, en un 54,5% hi vivien parelles casades, en un 12,5% dones solteres, i en un 28,7% no eren unitats familiars. En el 25,2% dels habitatges hi vivien persones soles el 12,7% de les quals corresponia a persones de 65 anys o més que vivien soles. El nombre mitjà de persones vivint en cada habitatge era de 2,75 i el nombre mitjà de persones que vivien en cada família era de 3,31.
Per edats la població es repartia de la següent manera: un 31,2% tenia menys de 18 anys, un 10,6% entre 18 i 24, un 25% entre 25 i 44, un 18,8% de 45 a 60 i un 14,3% 65 anys o més.
L'edat mediana era de 32 anys. Per cada 100 dones de 18 o més anys hi havia 86,7 homes.
La renda mediana per habitatge era de 25.105 $ i la renda mediana per família de 29.423 $. Els homes tenien una renda mediana de 28.070 $ mentre que les dones 16.779 $. La renda per capita de la població era de 12.253 $. Aproximadament el 18,9% de les famílies i el 21,5% de la població estaven per davall del llindar de pobresa.

## Poblacions més properes
El següent diagrama mostra les poblacions més properes.